# Catecismo Romano (Concílio de Trento)

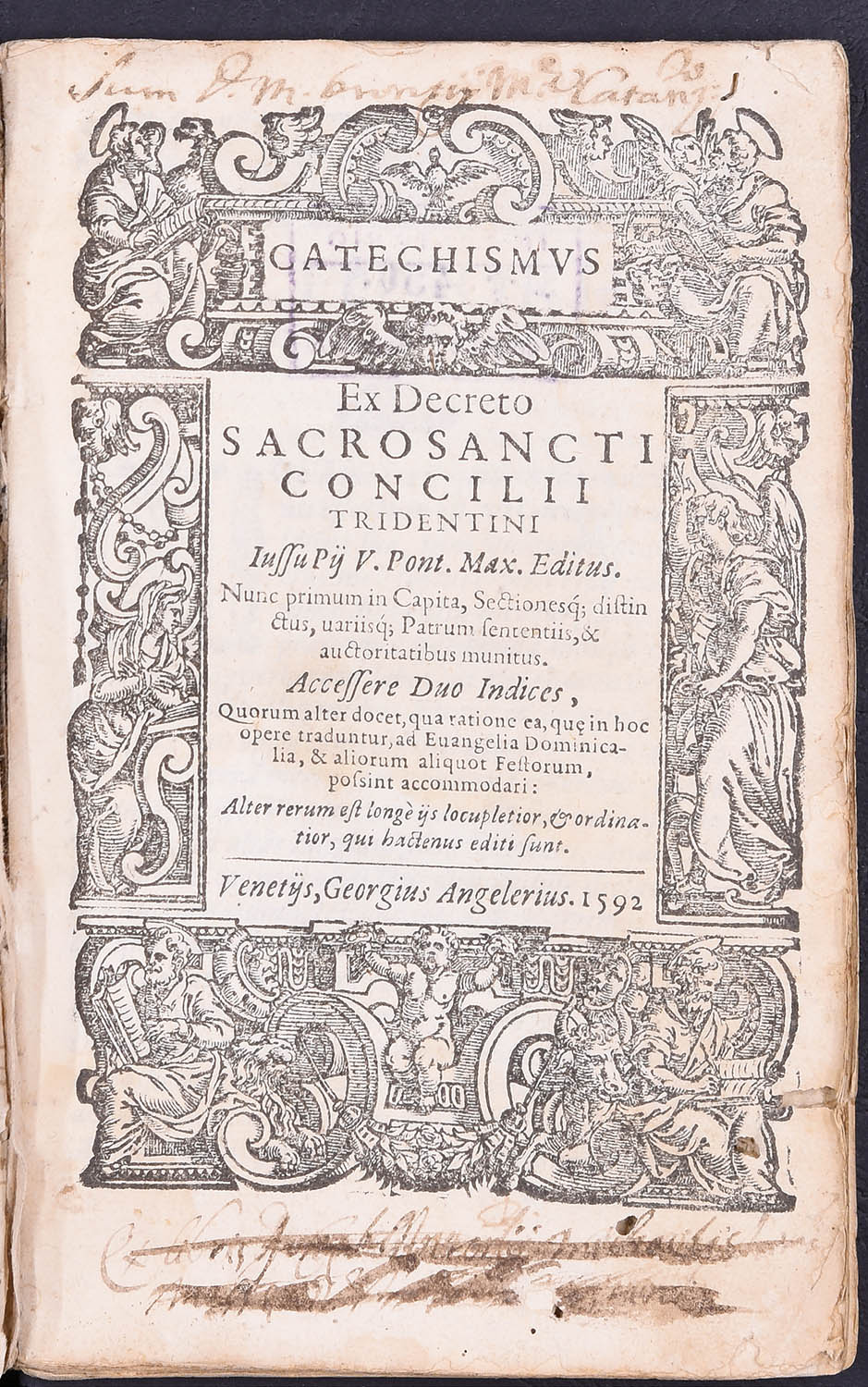
Página do título da edição de 1592 do Catecismo Romano

O Catecismo Romano ou Catecismo do Concílio de Trento é um livro sobre a doutrina da Igreja Católica produzido durante a Contrarreforma para esclarecer e sistematizar a doutrina católica em resposta às críticas da Reforma Protestante.
Ele é diferente das outras compilações da doutrina cristã para o ensinamento dos fiéis por ser principalmente destinado aos párocos (ad parochos). A necessidade de um catecismo popular e autorizado surgiu pela falta de conhecimento sistemático entre o clero pré-Reforma e da negligência concomitante da instrução religiosa entre os leigos católicos. 

## História
Durante a Reforma Protestante, folhetos e catecismos populares de Martinho Lutero, João Calvino e outros reformadores foram vendidos e popularizados em regiões controladas por governates protestantes, que determinavam a fé na sua região (leia: Cuius regio, eius religio). Os Catecismos Católicos já existiam, sendo publicados por membros do clero e não pela Igreja de forma oficial. O jesuíta Pedro Canísio publicou um Catecismo no ano de 1555, escrito em alemão e em latim. O Concílio de Trento encomendou o primeiro catecismo católico romano para toda a Igreja. Este catecismo foi dirigido especialmente aos membros do clero. Ele inclui grandes partes dos catecismos do jesuíta, incluindo sua adição à Ave Maria: Santa Maria, Mãe de Deus, rogai por nós pecadores. 

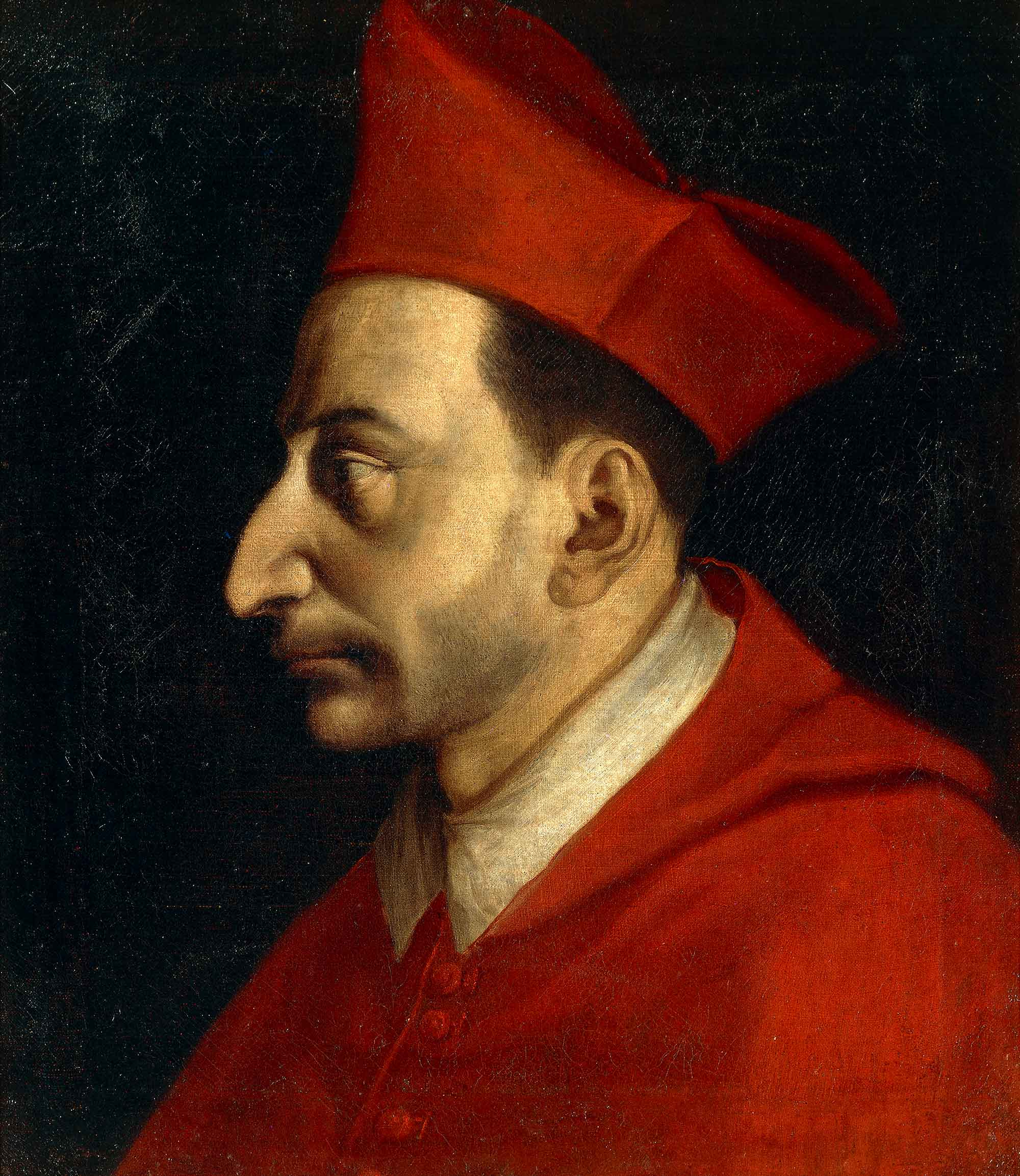
Carlos Borromeu, Arcebispo de Milão (1538–1584), teve a ideia do Catecismo Romano

Os padres que participaram do Concílio desejavam "aplicar um remédio salutar a este grande e pernicioso mal, e pensando que a definição das principais doutrinas católicas não era suficiente para o efeito, resolveram também publicar um formulário e método para o ensino dos rudimentos da fé, para ser usado por todos os pastores e mestres legítimos" (Præfatio, vii). Esta medida foi tomada na décima oitava sessão (26 de fevereiro de 1562) do Concílio por sugestão de Carlos Borromeu. Pio IV decidiu confiar a composição do Catecismo a quatro teólogos da Igreja: 
- Leonardo Marini, Arcebispo de Lanciano;
- Muzio Calini, Arcebispo de Zara;
- Egidio Foscarari, bispo de Módena;
- Francisco Foreiro, um frade dominicano português.

Três cardeais foram nomeados para supervisionar os trabalhos. Carlos Borromeu supervisionou a redação do texto original em italiano, concluído em 1564. O Cardeal Guglielmo Sirleto concluiu este texto, e os Julius Pogianus e Paulus Manutius traduziram o Catecismo para o latim. Finalmente, foi publicado em latim e italiano como "Catechismus ex decreto Concilii Tridentini ad parochos Pii V jussu editus, Romae, 1566". As traduções para as línguas vernáculas de cada país foram ordenadas pelo Concílio (Sess. XXIV, "De Ref.", c. vii). 

## Conteúdo e autoridade
O Concílio tinha como objetivo que o Catecismo fosse o manual oficial para a instrução dos fiéis da Igreja. O sétimo cânon do Concílio, "De Reformatione", de Sess. XXIV, diz que:
Para que os fiéis possam aproximar-se dos Sacramentos com maior reverência e devoção, este Santo Sínodo incumbe todos os bispos que os administrem de explicar o seu funcionamento e utilização de uma forma adaptada à compreensão do povo; velar, além disso, para que os seus párocos observem a mesma regra com piedade e prudência, recorrendo às suas explicações, quando necessário e conveniente, na língua vernácula; e de acordo com a forma a ser prescrita pelo Santo Sínodo nas suas instruções (catequese) para os vários Sacramentos: os bispos farão com que estas instruções sejam cuidadosamente traduzidas para a língua vernácula e explicadas por todos os párocos aos seus fiéis.
Embora redigido principalmente para os padres párocos, o Catecismo também pretendia apresentar um modelo para a instrução dos leigos católicos, especialmente no que diz respeito aos meios de graça. Para atingir este objetivo, o trabalho segue de perto as definições dogmáticas do Concílio, sendo dividido em quatro partes: 
- I. O Credo dos Apóstolos;
- II. Os Sacramentos;
- III. Os Dez Mandamentos;
- IV. Oração, principalmente o Pai-Nosso.

Ela trata, também, da primazia papal, ponto que não foi definido no Concílio; por outro lado, não fala sobre a doutrina das indulgências, que foi estopim para a Reforma Protestante e que é tratada no "Decretum de indulgentiis", Sess. XXV.  O Catecismo também afirma a doutrina da Igreja sobre a escravidão, que seria permitida em alguns casos (prisioneiros de guerra, auto-venda em extrema necessidade, punição civil): "Escravizar um homem livre, ou apropriar-se do escravo de outro é chamado de roubo de homem" 
Os bispos incentivaram de todas as maneiras o uso do novo Catecismo; ordenaram sua leitura frequente, para que o seu conteúdo ficasse gravado na memória; exortaram os padres a discutir partes dele em seus encontros e insistiram que ele fosse usado para instruir o povo. 
Em algumas edições do Catecismo Romano foi prefixado um "Praxis Catechismi", isto é, uma divisão do seu conteúdo em sermões para cada domingo do ano adaptado às leituras do dia. 
O Catecismo não tem autoridade de definições conciliares ou outros símbolos primários de fé; pois, embora decretado pelo Concílio, só foi publicado um ano após a desconvocação dos membros e, portanfo, não possui aprovação conciliar formal. Durante as controvérsias da auxiliis gratie entre os tomistas e os  molinistas, os jesuítas recusaram-se a aceitar a autoridade do Catecismo como decisiva. No entanto, o Catecismo tem alta autoridade como "exposição da doutrina católica", já que foi composto pela ordem de um concílio ecumênico, emitido e aprovado pelo papa; sua utilização foi prescrita por numerosos sínodos em toda a Igreja Católica; O Papa Leão XIII, numa carta destinadas a bispos franceses, em 8 de setembro de 1899, recomendou o estudo do Catecismo Romano a todos os seminaristas, e o Papa Pio X manifestou o seu desejo de que os pregadores deveriam falar dele nas suas pregações. 

## Edições e traduções

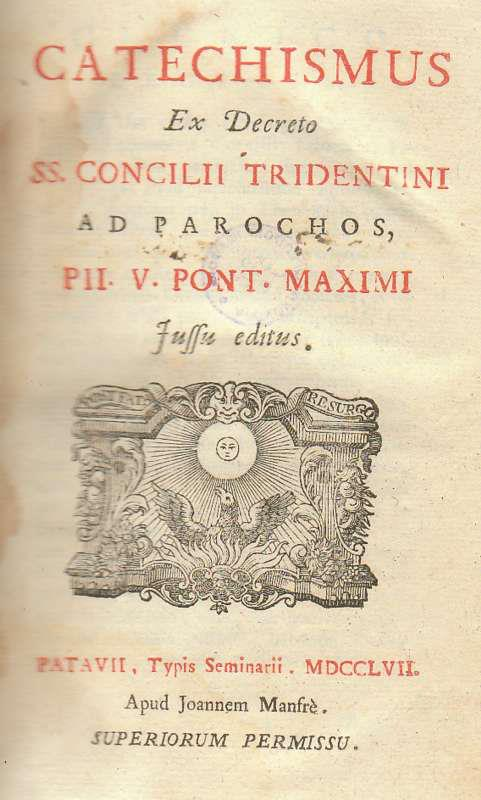
Uma edição do Catecismo Romano publicada em 1757

As primeiras edições do Catecismo Romano são "Romae apud Paulum Manutium", 1566; "Venetiis, apud Dominicum de Farrisö, 1567; "Coloniae", 1567 (por Henricus Aquensis); "Parisuis, em aedibus. Jac. Kerver", 1568; "Venetiis, apud Aldum", 1575; e Ingolstadt, 1577 (Sartorius). Em 1596 surgiu na Antuérpia o "Cat. Romano ... quaestionibus distinto, brevibusque exhortatiunculis estúdio Andreae Fabricii, Leodiensis". Seu editor, A. Le Fevre, morreu em 1581. Ele provavelmente fez esta divisão do Catecismo Romano em perguntas e respostas em 1570. 
Uma edição crítica foi publicada em 1989. 

## Links externos
- Concílio de Trento: Catecismo para Párocos (1923) - Tradução para o inglês - Livro de referência de história moderna da Internet
- Catecismo do Concílio de Trento para Párocos (1923) - Tradução para o inglês - HathiTrust
- O Catecismo do Concílio de Trento (1829) - Tradução para o inglês - Internet Archive
- O Catecismo do Concílio de Trento, traduzido para o inglês com notas de Theodore Alois Buckley, Londres: George Routledge and Co., 1851 - Tradução para o inglês - Google Books